# Haven (album)
Pour les articles homonymes, voir Haven.
Haven est le cinquième album du groupe de Death metal mélodique suédois Dark Tranquillity, sorti le 17 juillet 2000.

## Titres
1. The Wonders at Your Feet - 03:01
2. Not Built to Last - 03:38
3. Indifferent Suns - 03:35
4. Feast of Burden - 03:25
5. Haven - 03:32
6. The Same - 03:10
7. Fabric - 03:56
8. Ego Drama - 04:34
9. Rundown - 03:53
10. Emptier Still - 03:39
11. At Loss for Words - 06:44

## Titres bonus
1. Thereln (Bonus Video)
2. Cornered - 03:59 (Japan Edition)